# 短肋鳳尾蘚
短肋鳳尾蘚（学名：Fissidens gardneri）为鳳尾蘚科鳳尾蘚屬下的一个种。

## 扩展阅读
- 維基物種上的相關：短肋鳳尾蘚